# クロロジフェニルホスフィン
クロロジフェニルホスフィン (Chlorodiphenylphosphine) は、化学式 (C6H5)2PCl で表される有機リン化合物である。Ph2PCl と略される。無色の油状液体で、にんにく様の刺激性の匂いがあり、ppb のレベルでも感じ取れると言われている。多くの配位子を含む分子に Ph2P基を導入するための有用な試薬である。他のハロホスフィンと同様に、Ph2PClは、水などの多くの求核試薬と反応し、空気中でも容易に酸化される。 

## 合成と反応
クロロジフェニルホスフィンは、ベンゼンと三塩化リンから商業規模で生産される。ベンゼンは 600℃前後の極端な温度で三塩化リンと反応し、ジクロロフェニルホスフィン (PhPCl2) と HClを生成する。高温の気相での PhPCl2の再分配で、クロロジフェニルホスフィンが得られる。
2 PhPCl2 → Ph2PCl + PCl3
または、クロロジフェニルホスフィンは、トリフェニルホスフィンと三塩化リンを出発物質として再分配反応によって調製される。
PCl3 +  2 PPh3 → 2 Ph2PCl
クロロジフェニルホスフィンは、加水分解によってジフェニルホスフィンオキシドを与える。ナトリウムで還元するとテトラフェニルジホスフィンが得られる。 
2 Ph2PCl  +  2 Na → [Ph2P]2 +  2 NaCl

## 用途
クロロジフェニルホスフィンは、他のクロロホスフィンとともに、さまざまなホスフィンの合成に使用される。代表的なルートはグリニャール試薬への使用である
。
Ph2PCl + MgRX   →    Ph2PR  +  MgClX
Ph2PClとの反応から生成されるホスフィン類はさらに開発され、農薬（例えばEPNのような)、プラスチックの安定剤（Sandostab P-EPQ）、さまざまなハロゲン化合物触媒、難燃剤（環状ホスフィノカルボン酸無水物）として使われる。また、紫外線硬化塗料システム（歯科材料で使用）にも使われ、Ph2PClを産業界で重要な中間体にしている。

## ジフェニルホスフィド誘導体の前駆体として
クロロジフェニルホスフィンは、ジオキサンの還流下で金属ナトリウムとの反応を介して、ジフェニルホスフィドナトリウムの合成に使用される。 
Ph2PCl  +  2 Na   →   Ph2PNa  +  NaCl
ジフェニルホスフィンは、Ph2PCl と LiAlH4 の反応で得られる。通常、後者は過剰に用いられる。
4 Ph2PCl  +  LiAlH4  →  4 Ph2PH  +  LiCl  +  AlCl3
Ph2PNa と PH2PH は両方とも有機ホスフィン配位子の合成に用いられる。

## 特性評価
クロロジフェニルホスフィンの品質は、しばしば 31P NMR スペクトルでチェックされる。
| 化合物 | 31P ケミカルシフト (ppm vs 85% H3PO4) |
| ------ | ------------------------------------- |
| PPh3   | -6                                    |
| PPh2Cl | 81.5                                  |
| PPhCl2 | 165                                   |
| PCl3   | 218                                   |